# Невидимые зоны
Невидимые зоны — это участки (отделы, сегменты) сердечной мышцы, состояние которых не отражается (или отражается недостаточно полно) в системе 12 общепринятых отведений ЭКГ или же при локализации в них патологического процесса изменения на ЭКГ могут трактоваться неоднозначно.

## Синонимы
Помимо названия «невидимые» в научной медицинской литературе встречаются и другие термины с аналогичным содержанием — Invisible zones, немые зоны, теневые зоны, shaded zones.

## Зоны миокарда
Задняя стенка левого желудочка расположена под левым предсердием, между ним и нижней стенкой. Её плоскость проходит в какой-то степени параллельно плоскости левой лопатки. Положительный вектор направлен кзади и несколько вниз. Морфологически задняя стенка является зоной довольно однородной. Кровоснабжение осуществляется из правой коронарной артерии и/или огибающей ветви левой коронарной артерии. Инфаркт миокарда может быть изолированный (только в задней стенке) или сочетанный (нижнезадний, заднебоковой, заднеперегородочный, задней стенки левого желудочка с распространением на правый желудочек и их комбинации). Задний инфаркт миокарда невидим в 12 общепринятых отведениях ЭКГ. Система позволяет лишь предположить наличие некроза в задней стенке. Для его диагностики наиболее часто используются следующие отведения ЭКГ — aVL-Н (aVL-Neb), Dorsalis, V7-V9, несколько реже — правое косое по Эвансу, отведение по Линдеман и другие. Актуальность темы существенно возросла в настоящее время в связи с ошибками в лечебной тактике острого коронарного синдрома без смещения вверх сегмента ST, под маской которого часто «прячется» задний инфаркт. Это относится и к NSTEMI.
Базальные (высокие) отделы передней стенки левого желудочка расположены между левым предсердием и её средним сегментом по вертикали и между межжелудочковой перегородкой и высокими отделами боковой стенки по горизонтали. Кровоснабжение осуществляется из проксимальных ветвей передней межжелудочковой артерии. Следовательно, патологический процесс в этой зоне развивается при поражении либо проксимальных отделов самой передней межжелудочковой артерии, либо соответствующих её ветвей. Исходя из этого, ишемические изменения в базальных отделах передней стенки могут быть изолированными (только в базальном отделе) или могут сочетаться с поражением других сегментов передней стенки и/или смежных областей. Сложности их диагностики обусловлены как расположением этой зоны относительно информативного поля системы общепринятых отведений ЭКГ, так и некоторой неоднородностью направления мышечных волокон в этой области (циркулярные волокна, окружающие митральное и аортальное отверстия, разнонаправленные волокна свободной передней стенки и области межжелудочковой перегородки) в отличие от средних сегментов передней стенки.
Эпигастральный треугольник по форме напоминает эту геометрическую фигуру. С определенной долей условности его можно очертить на поверхности тела между тремя точками:
- А — четвертое межреберье справа от грудины,
- В — пятое межреберье по левой среднеключичной линии,
- С — по правой парастернальной линии на уровне точки В (или чуть ниже — на уровне мечевидного отростка).

Анатомически он выглядит гораздо сложнее задней стенки или базальных отделов передней и напоминает не плоскость, а объемную фигуру, включающую часть субсегментов передней стенки левого желудочка, межжелудочковую перегородку, медиальную часть (субсегмент) нижней стенки левого желудочка (все в области верхушки сердца), медиальные части передней и нижней стенок правого желудочка и переходную зону между ними в верхушечных сегментах, а также медиальные части самой верхушки сердца. Эпигастральный треугольник является довольно сложным анатомическим образованием, в котором мышечные слои следуют по спиралевидной траектории от периферии к центру, где скручиваются и входят внутрь желудочка. Волокна, соответствующие субэпикардиальному мышечному слою, переходят в субэндокардиальный слой, имеющий вертикальное направление. Таким образом, в этой зоне, с одной стороны, мышечные пучки с одинаковым или близким направлением хода мышечных волокон могут находиться в разных стенках (передняя, нижняя, межжелудочковая перегородка), а с другой стороны, — в одной и той же стенке могут быть мышечные пучки с разным направлением хода волокон.
Вышеописанные анатомические особенности эпигастрального треугольника обуславливают особенности ЭКГ диагностики патологических изменений миокарда, которые в нем локализуются. Исходя из изложенного, во-первых, в одном и том же ЭКГ отведении (например, однополюсном Вильсоновском, зарегистрированном в этой зоне) может отражаться состояние разных стенок, в том числе и разных желудочков. Во-вторых, при поражении (особенно трансмуральном) преимущественно одной из стенок, входящих в эпигастральный треугольник, признаки ишемии и повреждения на ЭКГ могут нивелироваться, то есть не быть четко видны, за счет сложения векторов с разным направлением. Не исключено, что это относится и к некротическим изменениям миокарда.
Учитывая сложную геометрическую форму эпигастрального треугольника, понятия «миокард под электродом» и «миокард на противоположной стенке» могут иметь разное значение в каком-то одном и том же его участке в зависимости от места нахождения точки установления активного электрода. В этом случае в некоторых отведениях субэндокардиальные ишемия и повреждение могут отражаться на ЭКГ как субэпикардиальные, и наоборот. Кровоснабжение миокарда в эпигастральном треугольнике осуществляется преимущественно дистальными сегментами передней межжелудочковой и правой коронарной артерий. В этой зоне много анастомозов и хорошо развитая сеть коллатералей. Поэтому при проксимальном тромбозе любой из вышеупомянутых артерий патологические изменения миокарда в эпигастральном треугольнике могут быть незначительными даже при Q-инфаркте в средних сегментах левого желудочка, однако при нарушениях микроциркуляции (дистальном типе ИБС), множественном атеросклеротическом поражении коронарных артерий, при формировании геморрагического инфаркта основной (или даже единственный) очаг ишемических изменений миокарда может быть именно в этой зоне. Зона эпигастрального треугольника (относительно информативного поля общепринятой системы и определенных её отведений) расположена ниже V1 и V2, правее и ниже V3, правее V4 и впереди от II, III, аVF. Из известных отведений, которые могут давать определенную информацию о состоянии миокарда в этой области, можно отметить эпигастральные Вильсоновские отведения, I по Neb, 1 по Ругенюсу и Лауцявичюсу, отведение по Лиану, М3 по Marriott и Fogg, APV и DPV по Зубареву и Вайнбергу, S5, ML5. Инфаркт миокарда с одновременным поражением передней и нижней стенок левого желудочка, а точнее один из его вариантов — с вовлечением межжелудочковой перегородки, при котором на ЭКГ регистрируются изменения в отведениях V1, V2, V3, III и аVF является несколько иным понятием и отражает патологический процесс преимущественно в средних сегментах этих стенок. При этом типе инфаркта патологические изменения в эпигастральном треугольнике могут быть точно такими же, большими или меньшими, а в ряде случаев миокард эпигастрального треугольника может оставаться интактным. У этих пациентов без применения дополнительных отведений ЭКГ возможна недооценка степени поражения сердечной мышцы (площадь, глубина, характер), что является важным, однако не главным — ИМ все же диагностирован.